# Liste der Mitglieder der National Academy of Sciences/1942
Im Jahr 1942 wählte die National Academy of Sciences der Vereinigten Staaten 17 Personen zu ihren Mitgliedern.

## Neugewählte Mitglieder
- Homer Burton Adkins (1892–1949)
- Lyman Briggs, Jr. (1874–1963)
- Hans Clarke (1887–1972)
- Ralph Cleland (1892–1971)
- Charles Danforth (1883–1969)
- Albert Einstein (1879–1955)
- Conrad Elvehjem (1901–1962)
- Michael Heidelberger (1888–1991)
- John Kirkwood (1907–1959)
- Robert Lim (1897–1969)
- Paul Merica (1889–1957)
- Thomas Midgley, Jr. (1889–1944)
- Francis D. Murnaghan (1893–1976)
- John Torrence Tate, Sr. (1889–1950)
- Alfred Tozzer (1877–1954)
- Ernest E. Tyzzer (1875–1965)
- Selman A. Waksman (1888–1973)